# Йозеф Бернард
Йозеф Бернард (нім. Josef Bernard) — австрійський футболіст, що грав на позиції захисника. Відомий виступами у складі клубу «Флорідсдорфер». 

## Клубна кар'єра
З 1931 і по 1937 рік виступав у складі клубу «Флорідсдорфер». Найвищим результатом у чемпіонаті, якого досягла команда в цей час було 6 місце 1937 року, ще двічі було 7 місце у 1934 і 1935 роках. У кубку Австрії у складі «Флорідсдорфера» був півфіналістом у 1933 році, поступившись «Аустрії» (1:4) і у 1934 році, коли на шляху до фіналу стала «Адміра» (0:1).
У 1934 році клуб виграв кваліфікаційний турнір до кубка Мітропи, обігравши клуби «Вінер АК» (1:0) і «Відень» (0:0, 2:1). У самому турнірі для провідних клубів Центральної Європи «Флорідсдорфер» зустрівся з сильним угорським «Ференцварошем». Уже у першому матчі в Будапешті фаворит упевнено здобув перемогу з рахунком 8:0, а Бернард відзначився голом у власні ворота наприкінці матчу. У матчі-відповіді австрійці певний час вели в рахунку, але все ж також поступилися з рахунком 1:2.
Загалом у складі «Флорідсдорфера» зіграв 108 матчів.

## Статистика

### Статистика в чемпіонаті
| Сезон   | Клуб          | Матчі | Голи | Місце |
| ------- | ------------- | ----- | ---- | ----- |
| 1930/31 | Флорідсдорфер | 6     | 0    | 9     |
| 1931/32 | Флорідсдорфер | 12    | 0    | 11    |
| 1932/33 | Флорідсдорфер | 11    | 0    | 10    |
| 1933/34 | Флорідсдорфер | 22    | 0    | 7     |
| 1934/35 | Флорідсдорфер | 22    | 0    | 7     |
| 1935/36 | Флорідсдорфер | 14    | 0    | 9     |
| 1936/37 | Флорідсдорфер | 21    | 0    | 6     |

### Статистика виступів у кубку Мітропи
| №                      | Розіграш               | Стадія                 | Дата та місце проведення | Команда 1              | Рахунок | Команда 2     | Голи      |
| ---------------------- | ---------------------- | ---------------------- | ------------------------ | ---------------------- | ------- | ------------- | --------- |
| 1                      | 1934                   | 1/8                    | 17.06.1934 Будапешт      | Ференцварош            | 8:0     | Флорідсдорфер | 78' (аг.) |
| 2                      | 1934                   | 1/8                    | 23.06.1934 Відень        | Флорідсдорфер          | 1:2     | Ференцварош   |           |
| Всього у кубку Мітропи | Всього у кубку Мітропи | Всього у кубку Мітропи | Всього у кубку Мітропи   | Всього у кубку Мітропи | 2       |               | 0         |